# ナイス・ガイズ・フィニッシュ・ラスト
「ナイス・ガイズ・フィニッシュ・ラスト」（Nice Guys Finish Last）は、アメリカのロックバンド、グリーン・デイの楽曲。バンドの5枚目のアルバム『ニムロッド』に収録。アルバムからシングルカットされた。
作詞はビリー・ジョー・アームストロング、作曲はグリーン・デイ。

## 概要
ビリーの歪んだエレキギター、トレ・クールのドラムに始まり、全体的にバンドサウンドのアレンジになっている。バンドのコンピレーション・アルバム『インターナショナル・スーパーヒッツ!』にも収録されている。
また、プロモーションビデオも製作され、『インターナショナル・スーパーヒッツ・ビデオ!』に収録されている。